# Бучакчійський Михайло Михайлович
Миха́йло Миха́йлович Бучакчійський (нар. 8 листопада 1907, село Малософіївка, тепер Криничанського району Дніпропетровської області — 26 лютого 1991, місто Запоріжжя) — український радянський державний діяч, голова Запорізького міськвиконкому.

## Життєпис
Народився в родині сільського вчителя. У 1912 році разом із родиною переїхав до села Рим Верхньодніпровського повіту Катеринославської губернії. У 1915—1922 роках — учень семирічної школи. У 1922—1926 роках — студент Кам'янського педагогічного технікуму Катеринославської губернії. У 1926 році вступив до комсомолу.
У вересні 1926 — вересні 1929 року — учитель трудової школи села Рим (біля міста Верхньодніпровська). У вересні 1929 — серпні 1930 року — завідувач трудової школи № 2 села Бородаївки Верхньодніпровського району.
У вересні 1930 — січні 1931 року — викладач математики на курсах Центрального інституту праці у місті Харкові.
У лютому 1931 — січні 1934 року — завідувач навчально-виробничої частини вечірньої робітничої школи, завідувач навчальної частини фабрично-заводських курсів Дніпробуду в місті Запоріжжі. Одночасно у 1931—1934 роках — студент математичного факультету Запорізького педагогічного інституту.
У лютому 1934 — квітні 1937 року — директор виробничо-технічних курсів, начальник сектору підготовки кадрів, директор курсів майстрів соціалістичної праці на будівництві заводу «Запоріжсталь» у Запоріжжі. У червні 1937 — січні 1939 року — завідувач філії курсів майстрів соціалістичної праці комбінату «Запоріжсталь». Одночасно у 1938—1940 роках — студент машинобудівного відділення Запорізької філії Дніпропетровського інституту господарників (закінчив 3 курси).
Член ВКП(б) з червня 1938.
У лютому 1939 — січні 1941 року — завідувач відділу місцевої промисловості Запорізької міської ради депутатів трудящих.
2 січня — вересень 1941 року — секретар виконавчого комітету Запорізької міської ради депутатів трудящих, одночасно секретар партійної організації Запорізької міської ради.
У вересні 1941 року, коли німці обстрілювали місто Запоріжжя, був поранений та евакуйований. З вересня по грудень 1941 року лікувався після поранення в госпіталі міста Камишина Сталінградської області. У грудні 1941 — березні 1942 року — начальник планово-фінансового відділу Камишинського військторгу Сталінградської області.
У березні — липні 1942 року — курсант Академії моторизації та механізації РСЧА імені Сталіна у місті Ташкенті.
Учасник німецько-радянської війни. У липні 1942 — липні 1943 року — заступник командира роти та батальйону з політчастини 79-ї танкової бригади на Брянському та Центральному фронтах.
У липні 1943 — березні 1944 року — слухач 1-го офіцерського навчального танкового полку. У березні — вересні 1944 року — слухач Вищої технічної бронетанкової школи Приволзького військового округу у місті Казані.
У вересні 1944 — серпні 1946 року — інструктор з тактики 7-го навчального танкового полку в місті Челябінську. У серпні — листопаді 1946 року — у резерві 1-го окремого батальйону резерву офіцерського складу бронетанкових та механічних військ РСЧА у місті Владимирі.
У листопаді 1946 — лютому 1947 року — у резерві Запорізького обласного комітету КП(б)У.
17 лютого 1947 — 27 грудня 1950 року — голова виконавчого комітету Сталінської районної ради депутатів трудящих міста Запоріжжя.
29 грудня 1950 — 29 травня 1951 року — голова виконавчого комітету Запорізької міської ради депутатів трудящих. 29 травня 1951 — 9 березня 1953 року — заступник голови виконавчого комітету Запорізької міської ради депутатів трудящих.
9 березня 1953 — 21 січня 1963 року — секретар виконавчого комітету Запорізької обласної ради депутатів трудящих. 21 січня 1963 — 16 грудня 1964 року — секретар виконавчого комітету Запорізької промислової обласної ради депутатів трудящих. 16 грудня 1964 — 28 березня 1969 року — секретар виконавчого комітету Запорізької обласної ради депутатів трудящих.
З березня 1969 року — на пенсії у місті Запоріжжі

## Нагороди
- два ордени «Знак Пошани» (1948, 26.02.1958)
- медаль «За бойові заслуги» (1943)
- медаль «За перемогу над Німеччиною у Великій Вітчизняній війні 1941—1945 рр.» (1945)
- медаль «За доблесну працю у Великій Вітчизняній війні 1941—1945 рр.» (1946)
- медаль «ХХ років Перемоги у Великій Вітчизняній війні 1941—1945 рр.» (1965)